# Siquim
O Siquim (सिक्किम, em nepalês) é o menor estado da Índia em população e segundo menor em superfície, tendo apenas 7 096 km² (é maior apenas que Goa). Fica incrustado no norte do país e tem como limites ao norte a China, a leste o Butão, ao sul o estado de Bengala Ocidental e, a oeste, o Nepal. O idioma oficial é o nepali (nepalês).

## História
O Reino de Siquim foi fundado na Rota da Seda pela dinastia Namgial no século XVII. Foi governado por um rei-sacerdote budista, Chogial. Tornou-se um estado principesco da Índia britânica em 1890. Depois de 1947, Siquim continuou seu status de protetorado com a República da Índia. A região desfrutou da maior taxa de alfabetização e renda per capita entre os estados do Himalaia. Em 1975, os militares indianos depuseram a monarquia siquimesa e um referendo em 1975 levou Siquim a ingressar na Índia como seu 22º estado.

## Distritos
O Siquim está dividido em quatro distritos (capitais entre parênteses):

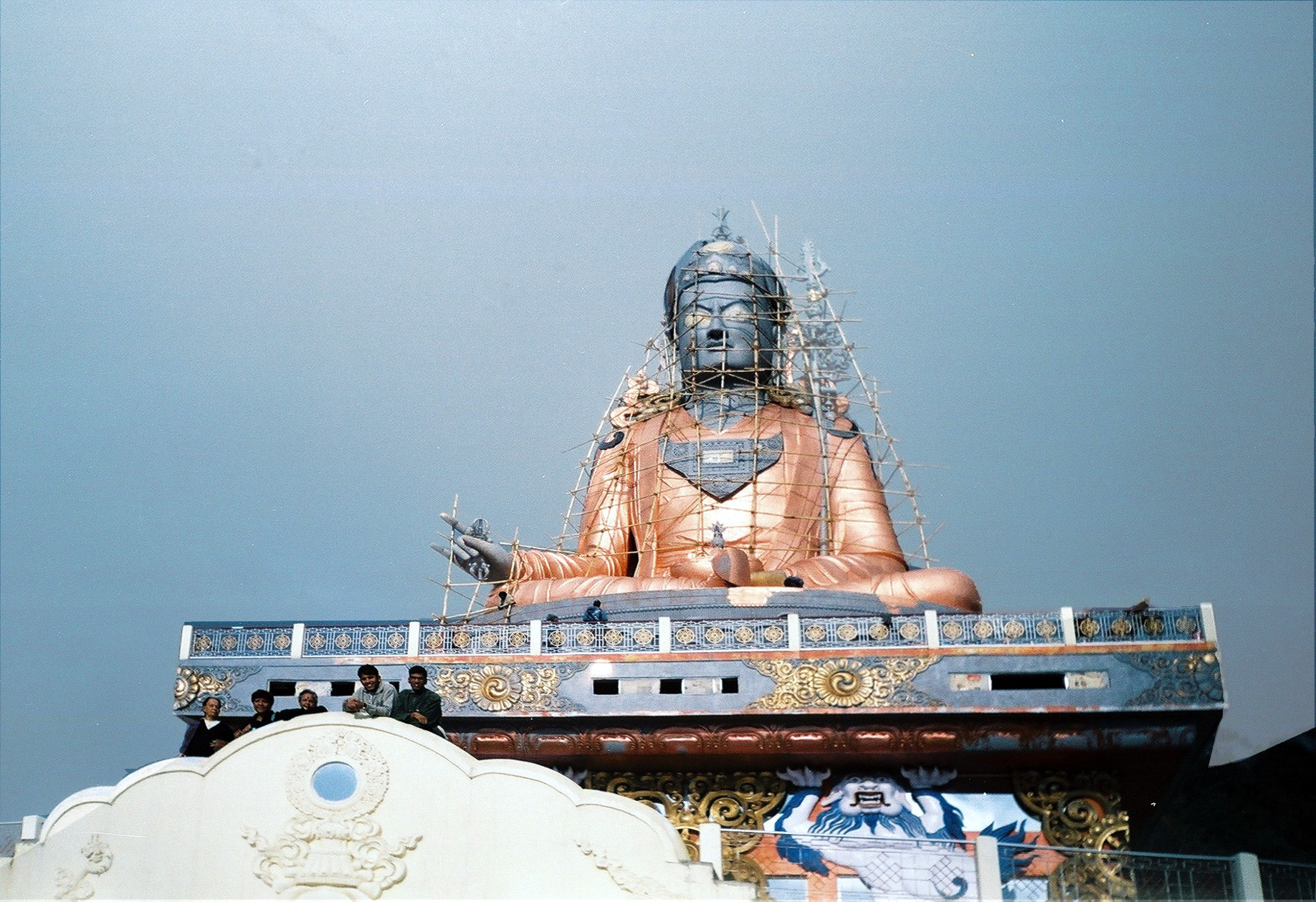
Gururinpochen

- Siquim Oriental (Ganguetoque)
- Siquim Ocidental (Gueizingue)
- Siquim no Norte (Mangã)
- Siquim do Sul (Namchi)